# New York City Boy
«New York City Boy» es un sencillo del dúo británico Pet Shop Boys, lanzado en 1999 e incluido en el álbum Nightlife.

## Lista de temas

### UK CD sencillo1: Parlophone
1. «New York City boy» (radio edit)
2. «The Ghost of Myself»
3. «New York City boy» (The Almighty Definitive Mix)
4. «New York City boy» (Enhanced video)

### UK CD sencillo2: Parlophone
1. «New York City boy» (álbum versión)
2. «Casting a Shadow»
3. «New York City boy» (Superchumbo's Uptown Mix)
4. «Casting a Shadow» (enhanced eclipse video footage)

### UK casete sencillo
1. «New York City boy» (radio edit)
2. «The Ghost of Myself»
3. «New York City boy» (The Almighty Definitive Mix)

### US CD sencillo: Parlophone/ Sire Records
1. «New York City boy» (radio edit)
2. «New York City boy» (The Superchumbo uptown mix)
3. «New York City boy» (The Superchumbo downtown dub)
4. «New York City boy» (The Almighty definitive mix)
5. «New York City boy» (The Almighty man on a mission mix)
6. «New York City boy» (The Thunderpuss 2000 club mix)
7. «New York City boy» (The Thunderdub)
8. «New York City boy» (The Morales club mix)
9. «New York City boy» (The Lange mix)

### UK remixes double vinyl: Parlophone
1. «New York City boy» (The Morales club mix)
2. «New York City boy» (The Almighty man on a mission mix)
3. «New York City boy» (The Lange mix)
4. «New York City boy» (The Thunderpuss 2000 club mix)
5. «New York City boy» (The Superchumbo donwtown dub)

### UK quad vinyl: Parlophone
1. «New York City boy» (Almighty definitive mix)
2. «New York City boy» (Almighty man on a mission mix)
3. «New York City boy» (Superchumbo's uptown mix)
4. «New York City boy» (Superchumbo's downtown dub)
5. «New York City boy» (The Morales club mix)
6. «New York City boy» (Thunderpuss 2000 club mix)
7. «New York City boy» (The Lange mix)

## Posicionamiento
| Listas                                       | Posición |
| -------------------------------------------- | -------- |
| Alemania (Media Control Charts)              | 16       |
| Austria (Ö3 Austria Top 40)                  | 40       |
| Bélgica (Ultratop 50 Flanders)               | 20       |
| Bélgica (Ultratop 40 Wallonia)               | 23       |
| Dinamarca (Tracklisten)                      | 6        |
| Estados Unidos Billboard Hot Dance Club Play | 1        |
| Finlandia (OFC)                              | 4        |
| Francia (SNEP)                               | 47       |
| Países Bajos (Mega Top 100)                  | 40       |
| Reino Unido (The Official Charts Company)    | 14       |
| Suiza (Schweizer Hitparade)                  | 20       |
| Suecia (Sverigetopplistan)                   | 9        |